# Padmini Rout
Padmini Rout, född den 5 januari 1994 i Barambagarh, Odisha, i östra Indien, är en indisk schackspelare och internationell mästare (IM). Hon har erövrat titeln Indisk mästarinna i schack fyra år i rad, 2014, 2015, 2016 och 2017.

## Schackkarriär
Rout vann guld vid Världsmästerskapet i schack för flickor under 14 år 2008.
2005 vann Rout sin första nationella titel, vid Indiska mästerskapet i schack för flickor under 11 år. Hon blev sedan indisk mästarinna även för flickor under 13 år och asiatisk mästarinna för flickor under 12 år. 2008 blev hon både asiatisk mästarinna i schack för flickor under 14 år och guldmedaljör i Världsmästerskapet i schack för ungdomar. Året efter vann hon Asiatiska mästerskapet i schack för juniorer (flickor under 20 år).
2010 blev Rout indisk mästarinna för juniorer (U19) och erövrade bronsmedalj vid Asiatiska mästerskapen i schack för juniorer i flickklassen och brons blev det också i flickklassen i det påföljande världsmästerskapet för juniorer.
I det Asiatiska mästerskapet i schack för damer 2011 blev Rout 6:a på samma poäng som 2:an till 5:an, men med sämre särskiljning. Vann gjorde Harika Dronavalli. I december 2018 erövrade hon titeln genom att vinna Asiatiska mästerskapet i schack för damer i Filippinerna. Hon delade förstaplatsen med den singaporianska stormästarinnan (WGM) Gong Qianyun med 7/9, eller 77,8 vinstprocent och tilldelades guldet eftersom hon vunnit deras inbördes möte.
Padmini Rout vannit det Indiska mästerskapet i schack för damer för första gången 2014, hela två matchpoäng före tvåan, med 8 vinster, 3 remier och ingen förlust, dvs. 86,4 vinstprocent. Hon blev sedan indisk mästarinna i schack även 2015, 2016 och 2017.
2015 erövrade Rout vidare titeln Samväldesmästarinna i schack.

Padmini Rout spelade vid reservbordet för det indiska laget i Schackolympiaden för damlag 2014 i Tromsø. Hon erövrade guldmedalj individuellt med resultatet 7 vinster, 1 remi och ingen förlust, eller 93,8 vinstprocent. Det indiska laget slutade på 10:e plats.
Vid Schackolympiaden i Baku 2016 spelade hon för Indien vid bord nr 2. Det indiska damlaget slutade på femte plats. Padmini Routs resultat blev 3 vinster, 3 remier och 4 förluster, eller 45,0 vinstprocent.
Vid Schackolympiaden 2018 i Batumi, Georgien spelade Rout åter vid reservbordet. Laget slutade på 8:e plats.Padmini Rout spelade 7 partier och tog 5 poäng, dvs. 71,4 vinstprocent, och slutade därför på 6:e plats bland reserverna.
Padmini Rout har också varit medlem i det indiska laget i Asiatiska mästerskapet i schack för damlag. 2009 spelade hon vid tredje bord för Indiens andralag och erövrade en individuell bronsmedalj med resultatet 4 vinster, 1 remi och 1 förlust, eller 75,0 vinstprocent. Indien blev fjärde nation i tävlingen. 2012 spelade hon vid reservbord, blev tvåa individuellt och det indiska laget slutade också på en andraplats i tävlingen. Routs resultat blev 4 vinster, 2 remier och 1 förlust, eller 71,4 vinstprocent. Hon spelade vid reservbord även 2014. Även detta år blev hon individuell tvåa och laget erövrade andraplats. På tre partier fick hon 2 vinster och 1 remi, eller 83,3 vinstprocent. 2016 spelade hon vid tredje bord och slutade som individuell fyra efter 3 vinster, 4 remier och 1 förlust, eller 62,5 vinstprocent. Det indiska laget slutade också på en fjärdeplats.